# Reszkessetek, betörők! 5. – Testvérek akcióban
A Reszkessetek, betörők! 5. – Testvérek akcióban (rövidítve: Reszkessetek, betörők! 5., eredeti cím: Home Alone: The Holiday Heist) 2012-ben bemutatott amerikai bűnügyi filmvígjáték, amelynek a rendezője Pete Hewitt, a forgatókönyvírói Aaron Ginsburg és Wade McIntrye, a zeneszerzője David Kitay. A főszerepben Christian Martyn látható. A tévéfilm a Fox Television Studios, a Manitoba Film and Video Production Tax Credit és a Original Pictures gyártásában készült.
Az Amerikai Egyesült Államokban a Freeform-on, Magyarországon 2016. december 26-án a TV2-n sugározták a televízióban.

## Cselekmény
A történet középpontjában ezúttal a Baxter család áll. A családanya (Catherine Baxter) egy cég vezérigazgatójává válik, ezért a családjával Kaliforniából Maine-be költözik. A gyerekeknek – Finn-nek, a videójáték imádó kisfiúnak és Alexis-nek, a lázadó természetű nővérének – kevésbé tetszik a költözés, mivel Maine szokatlan város számukra, s az új házuk nem ígérkezik könnyen megszokhatónak. A két gyerek ezért egyáltalán nem segít a berendezkedésben.
Catherine intelme miatt Finn kénytelen leállni a videójátékozással, s anyja noszogatására meg kell ismerkednie a szomszédban élő, hóimádó kisfiúval, Mason-nel. Mason havas játékokat szeretne játszani Finn-nel, de amikor Finn hívja át magához a fiút, az nem hajlandó rá. Finn kérdésére elmondja, hogy a híresztelések szerint a házban, amelybe a Baxter család beköltözött, kísértet jár. Finn ettől nagyon megijed.
Finn úgy gondolja, hogy a kísértet a ház pincéjében él, de alkalmanként kijjebb merészkedik. Egyik este csapdát állít, amelynek az lesz az eredménye, hogy apját megrázza egy sokkolóval. Másszor viszont, hogy bizonyítékot szerezzen a kísértet létezésére, a pinceajtóra és a keretére egy fenyőt ábrázoló képet ragaszt. Ha a család távollétében szétszakadna a kép, az azt jelentené, hogy a kísértet kinyitotta az ajtót.
Másnap a Baxter család elmegy fenyőfát vásárolni az ünnepekre. Távollétük alatt egy betörőbanda rátör a házukra. A vezetőjük, Sinclair, két okból akar betörni ide: egyrészt, mert itt élt egykor egy híres alkoholcsempész, aki bizonyára – halála előtt – a házban hagyhatott valami értéket; másrészt, mert a házban van elrejtve egy híres festmény, amely jog szerint Sinclairé lenne. Mialatt Sinclair és Mr. Hughes, a széfszakértő a pincében tartózkodik, s a csempész titkos kamráját próbálják kinyitni, addig Jessica, a riasztó-szakértő rabló az előszobában őrködik. Mikor az érkező Baxter családot látja, riadót fúj, s a banda megszökik a házból, mielőtt a család belépne az épületbe.
Hiába tűnnek el gyorsan, Finn meglátja, ahogy Jessica gyorsan behúzza a függönyt. Bár a nő arcát nem látja, csak a behúzódó függönyöket, megijed, s leejti a fenyőt, amellyel kisebb gondot okoz. A konyhában észreveszi, hogy két mézeskalács-figura is eltűnt az étkezőasztalról (mivel Hughes megdézsmálta a süteményes tálat), s hogy a pinceajtón elszakadt a fenyős kép. Catherine egyiket sem fogadja el bizonyítékként: a hiányzó sütikre azt feleli, hogy valaki a reggelinél nem tartotta be a mértéket, a fenyős képre semmit sem mond.
Sinclair nem riad vissza attól, hogy majdnem észrevették őket. Menekülés közben a hűtőszekrényen található apró plakátról megtudja, hogy a család tagjai két nap múlva késő estig Mr. Carson céges partiján lesznek. Ez jól jön neki, mivel amíg a család partizik, foglalkozhatnak a titkos kamra felnyitásával. Éjszakánként újra meg újra szemügyre veszi a házat. Sántulva jár, mivel nehéz vascsizmát hord az egyik lábán. A csizma hangos dobbanása szintén megriasztja Finn-t, mivel úgy hiszi, hogy A Sánta szelleme kísért az udvaron.
Elérkezik Mr. Carson bulija. Alexis és Finn az elviselhetetlen viselkedésük miatt otthon maradnak, így Curtis és Catherine kettesben indulnak a partira. Majdnem elkobozzák a gyerekek mobilját, de csak azért hagyják náluk, hogy baj esetén értesíthessék őket. Alexis és Finn számára az, hogy otthon kell maradniuk, egyáltalán nem büntetés. Míg szüleik Catherine új munkatársaival ismerkednek Mr. Carson-nál, Finn randalírozik, Alexis pedig tabletezik, ügyet sem vetve öccsére, aki mindent szétdúl. Egészen addig, amíg nem talál egy tartalék videójáték-kontrollert (mivel a normálisat az anyja elkobozta), s játszani nem kezd.
A játék közepén a kontroller energiája lecsökken, új elemet kell belerakni. Finn beejti az összes elemet a pincébe, s mivel attól fél, kísértet jár ott, csak a nővére kíséretében mer lemenni a helységbe. Le is mennek, s miután megszerzik az elemeket, véletlenül kinyitják a titkos kamrát, amelyet egykor az alkoholcsempész használt. Alexis meghúz egy sörösüvegnek álcázott kart, mire a kemény kamraajtó csukódni kezd. Finn kijut a kamrából, Alexis azonban benn marad. Ez azonban nem tűnik fel a fiúnak.
Finn – mivel már van jó konzolja – folytatja a játékot. Beszélgetni kezd az új harcpartnerével. Egy Simon Hassler nevű fiatal egyetemistáról van szó, aki jó tanácsokat ad Finn-nek. A fiú idővel rájön, hogy Alexis-nek nyoma veszett, s a fürdőszoba szellőzőjéből meghallja a nővére kiabálását. Elmegy a barkácsboltba, hogy a kiszabadításhoz hasznos eszközöket vegyen, de mivel nincs elég pénze, csak egy köteg spárgát tud venni. Az utcán összefut Sinclairrel, s látja a férfi vascsizmáját, valamint, hogy emiatt sántulva jár. Odalopózik a betörők kisbuszához, s kihallgatja a társaságot. Rájön, hogy nem kísértetek akarják megszállni a házát, hanem egy rablóbanda.
Otthon elmondja a történteket Simon-nak, aki bár azt hiszi, hogy Finn valamiféle videójátékkal játszik, hasznos tanácsot ad: abból építkezzen, amije van. Finn ekkor felépít egy rakás csapdát az otthonában, s elrejtőzik a házban.
Az első csapda a garázsnál várja a rablókat. Jessica megpróbálja kinyitni a garázskaput, de mivel Finn rákötött a kapura egy hatalmas súlyzót, nehéz feladatnak bizonyul. Egy rántás után az ajtó kinyílik, a súlyzó pedig kigurul az udvarra, s ledönti a lábáról Hughes-t és Jessicát. Ezután Sinclair elküldi Jessicát, hogy másszon be egy ablakon. Hughes bemegy a garázsba, ahol véletlenül beindítja az elektromos hóhányót. A masina elindul a betörő felé, közben felszippantja a padlóra helyezett színes kislabdákat és Hughes felé lövöldözi őket. A betörő a garázsajtóhoz hátrál, azonban az apró, kemény labdák itt is elérik.
Közben Jessica próbál bejutni a legelérhetőbb ablakon, de mivel azt Finn bekente valamilyen krémmel, az újra és újra lecsúszik. Mikor Jessica nagy nehezen bemászik rajta, az ablak rögtön rácsukódik, körülbelül épp a derekánál. Egy csapdába máris belebotlik, amely során vastag fekete festék ömlik a fejére.
Sinclair már a ház belsejében ólálkodik. Amikor kinyitja a (megbütykölt) konyhaajtót, az kidől a keretéből, s felborít egy tejjel teli tálat. A tál teljes tartalma a megrökönyödött Sinclair arcába fröccsen. Finn – aki titokban figyeli őt – tisztázza Simon-nal a dolgokat, aki felajánlja, hogy hívja a rendőröket, de Finn visszautasítja, mivel ehhez személyes adatokat kellene megadnia. Közben Alexis a Háború és béke című regényt olvasva rájön, hogy a rablók a kamrában lévő festményt akarják megszerezni.
Eközben Mr. Carson bejelenti, hogy az erős havazás miatt minden, a hegyről levezető utat lezártak, vagyis minimum 3 nap múlva lehet hazajutni a dolgozóknak. Catherine ettől nagyon ideges lesz, mivel félti a gyermekeit, akik – Alexis nem működő mobilja miatt – nem tudnak kommunikálni vele. Mr. Carson-nak elege lesz az asszony visítozásából, s bejelenti, hogy van pár ismerőse a rendészetnél, akik tartoznak neki – vagyis el tudja intézni, hogy gyorsabb legyen a hó eltakarítása.
Közben Hughes és Sinclair megtalálják az ablakba beszorult Jessicát, s megpróbálják a lábainál fogva kirángatni őt. Az emeleti ablakból azonban Finn csúzlival támadja őket, ami nem kis nehézséget okoz. Mindeközben Simon meghackeli Finn játék-regisztrációját, így megtudja az édesanyja telefonszámát. Megpróbálja figyelmeztetni Catherine-t, hogy a gyerekek veszélyben vannak, de az asszony félreérti, s azt hiszi, hogy Simon fenyegeti a gyerekeket.
Hughes és Jessica sikeresen bejutnak a házba az ablakon át, már csak Sinclair van "házon kívül". Az idős férfi felmászik az emeleti ablakhoz, de a csizmája beleakad a fényfüzérbe, s végül üvöltözve hintázni kezd rajta, majd lezuhan. Hughes és Jessica hallják az üvöltést, s az hiszik, egy kísértet huhog odakint. Bemennek a konyhába, ahol Hughes újra megdézsmálja a mézeskalácsos tálat, azonban vadul öklendezni kezd, mivel Finn megtöltötte csípős szósszal a sütiket. Mikor beleiszik egy, az asztalon lévő pohárba, sav kerül a szájába, majd mikor vizet próbál ereszteni a csapból, a szerkezetből víz helyett vattapamacsok jönnek elő, beterítve az egész konyhapultot és Hughes-t is.
Végül Sinclair eléri az emeleti ablakot, s be is jut a házba, de kénytelen hátrahagyni a használhatatlanná vált kalapját. Finn szobájába kerül, ahol Finn megtréfálja őt: lekapcsolja a szobában lévő összes fényt, eltorzított hangon fenyegeti, majd néhány madzagra fűzött párnával elagyabugyálja a fickót (miközben fel-alá kapcsolja a fényeket, s kemény zenét bömböltet). Sinclair kimenekül a szobából, s az emeleti előszobában beletekeredik néhány jókora csomagolópapírba (melynek következtében egy hatalmas ajándékcsomagra hasonlít). Észreveszi Finn-t, azonban semmit nem tehet vele, mivel a fiú lelökdösi a lépcsőről. A csomagolópapírba bugyolált férfi lecsúszik a lépcsőn, egyenesen a karácsonyfa alá.
Hughes és Jessica megtalálják Sinclairt, aki elmondja, hogy mindvégig egy kisfiú tréfálkozott velük. Finn megpróbál kimenekülni az emeleti ablakon át, de Hughes elkapja őt, s begyömöszöli őt a banda kisbuszába. Jessica – Sinclair utasítására – ott marad őrizni a fiút, addig Hughes és Sinclair elmennek megkeresni a festményt. Közben SWAT-kommandósok törnek rá Simon-ra, s mikor felmutatja a videójáték-konzolját, a parancsnok fegyvernek véli, s utasítására a kommandósok lefújják paprika spray-vel.
Jessicát felhívja Steve, a bankrabló, akibe szerelmes volt. A szomszédbeli Mason – látva, hogy a nő fogva tartja Finnt – hógolyókkal kezdi el támadni. A nő össze-vissza ugrál, hogy kikerülje a golyókat, közbe pedig a gyereket szidalmazza. Végül Mason egy jéggolyót hajít, amely fejbe találja Jessicát. A nő elveszti az eszméletét, Mason pedig kiszabadítja Finn-t.
Közben Hughes és Sinclair bejutnak a kamrába, ott azonban Alexis várja őket, karjában a festménnyel. Azt, ahogy a rablók bemennek a karmába, rögzíti Finn kamerája, amelyet most Simon és a SWAT-kommandósok távolról figyelnek. Alexis, karjában a festménnyel, megfenyegeti Hughes-t és Sinclair-t (Még egy lépés, és összetöröm!) A lány – csellel – egymásnak ugrasztja a két rablót, s míg veszekednek, meghúzza a sörösüvegnek álcázott kart. Az ajtó csukódni kezd, mire mind a rablók, mind Alexis a kijárat felé indul. Azonban csak Alexis jut ki a kamrából, Hughes és Sinclair benn ragadnak.
A becsukódó ajtót látva Simon és a kommandósok – Simon lakásában – örömujjongásban törnek ki, miközben kínai gyors-kaját falatoznak. Egy egész rendőrkülönítmény érkezik a házhoz. Közben Jessica magához tér, s ijedten látja, hogy míg eszméletlen volt, Mason belegyömöszölte egy hatalmas hóemberbe.
Megérkezik a Baxter házaspár is, s örömmel ölelik át a gyerekeiket. Két, rendőrségi muzeológus kihozza a házból a festményt, valamint két rendőr Hughes-t és Sinclair-t is. Jessicát is megtalálják. A Baxter család rendbe rakja a házat, s Catherine elismeri, hogy hibázott, amikor nem figyelt Finn-re, mikor az a szokatlan dolgokra hívta fel a figyelmét. A festmény megtalálásáért négy ingyen múzeumbelépőt, az elfogott rablókért pedig 30 ezer dollárt kap a család.

## Szereplők
| Szereplő             | Színész              | Magyar hang         |
| -------------------- | -------------------- | ------------------- |
| Finn Baxter          | Christian Martyn     | Pál Dániel Máté     |
| Alexis Baxter        | Jodelle Ferland      | Pekár Adrienn       |
| Miss Kathleen Gidney | Angelina Hantseykins | Schubert Éva        |
| Mr. Hughes           | Eddie Steeples       | Kisfalusi Lehel     |
| Jessica              | Debi Mazar           | Kiss Erika          |
| Sinclair             | Malcolm McDowell     | Ujréti László       |
| Curtis Baxter        | Dough Murray         | Kőszegi Ákos        |
| Catherine Baxter     | Ellie Harvie         | Bertalan Ágnes      |
| Mr. Carson           | Edward Asner         | Kajtár Róbert       |
| Simon Hassler        | Bill Turnbull        | Mészáros Máté       |
| Rendőrtiszt          | Gordon Tanner        | Barabás Kiss Zoltán |
| SWAT-tiszt           | Bryan Terrell Clark  | Seszták Szabolcs    |
| Felolvasó            | –                    | Endrédi Máté        |

## Érdekességek
- A film címe eredetileg Home Alone 5: Alone in the Dark, azaz Reszkessetek, betörők 5.: Egyedül a sötétségben volt.[1]
- A filmet Winnipegben, Manitoba államban forgatták le.